# Petroleros de Cabimas
Petroleros de Cabimas fue un equipo perteneciente a la Liga Venezolana de Béisbol Profesional, creado en la expansión de la Temporada 1991-92. Su sede era el Estadio Municipal Víctor Davalillo de Cabimas, Estado Zulia, fundado por el exalcalde Hernán Alemán, y el empresario Joaquín Barboza.
El equipo nunca clasificó a la postemporada en ninguna de las 4 temporadas que existió, terminando siempre en el último lugar de su división; la última temporada fue la Temporada 1994-95.

## Historia
El equipo Petroleros de Cabimas nace gracias a la propuesta de Hernán Alemán y Joaquín Barboza de tener un equipo de Béisbol Profesional en la ciudad de Cabimas.
Dicha propuesta es llevada a la Convención Anual de la Liga Venezolana de Béisbol Profesional (LVBP) de 1990, que estaba terminando de dar detalles para el arranque de la Temporada 1990-91, y uno de los temas a tocar era la expansión de la liga (contaba con Águilas, Cardenales, Tigres, Tiburones, Magallanes y Caracas).
Sobre la mesa estaba la propuesta de Caribes de Oriente (actualmente Caribes de Anzoátegui), quienes por tercer año consecutivo se postulaban para ingresar a la Liga, pero por falta de un segundo equipo no podrían entrar, ya que el calendario sería dispar, y la negativa de Ciudad Guayana de albergar a un equipo también complicaba la situación.
Así surge la propuesta de Barboza en compañía del entonces alcalde de Cabimas, se da cumplimiento a los requerimientos mínimos y asimismo luz verde para ingresar en la Temporada 1991-92 a Caribes de Oriente y a Petroleros de Cabimas. Con dicha expansión se crean las Divisiones de Oriente y Occidente.
Petroleros conformaría la División Occidental junto a Tigres de Aragua, Cardenales de Lara y Águilas del Zulia, mientras que la División Oriental la conformarían Navegantes del Magallanes, Leones del Caracas, Tiburones de La Guaira y Caribes de Oriente.
El 17 de octubre de 1991 inician su andar en la pelota rentada como visitantes ante Cardenales de Lara (quienes habían sido campeones la justa anterior) en el estadio Antonio Herrera Gutiérrez de Barquisimeto, debutando con victoria 2 a 0 ante los crepusculares. Su debut como home club en el estadio Víctor Davalillo de Cabimas fue el 19 de octubre de ese mismo año recibiendo la visita de los Tigres de Aragua.  
Su primer dirigente fue el cubano José Martínez, quien en 1986 se había coronado campeón con los Tiburones de La Guaira.  

## Origen del nombre
El nombre de Petroleros viene de un concurso realizado en el Diario El Regional del Zulia organizado por la junta directiva de la franquicia cabimense, conformada en su totalidad por Hernán Alemán, Andrés Finol, Joaquín Barboza, Guillermo Belloso y Marcos Urrutia. Dicho concurso también tenía como opciones los nombres de Pastora, Rapiños y Gavilanes, pero el nombre de Petroleros fue el que mejor caló en la nueva afición del equipo.

## Uniformes
Los Petroleros de Cabimas utilizaban los colores azul y blanco, muy similares al uniforme de los Chicago Cubs de la MLB.

## Mudanzas
Debido a los malos resultados del equipo, la baja asistencia al estadio y la falta de apoyo, se decide mudar el equipo a la ciudad de Maracaibo, al Estadio Luis Aparicio el Grande. De este modo, en la Temporada 1995-96, nace Pastora de Occidente. Se escoge el nombre de Pastora debido a la antigua rivalidad entre Gavilanes y Pastora en la Liga Occidental.
El equipo se mantiene jugando en Maracaibo durante dos temporadas, 1995-96 y 1996-97. 
En la Temporada 1997-98, cambian de nuevo de sede y de estado, se mudan a Acarigua- Araure. Su nuevo estadio es el Bachiller Julio Hernández Molina, y pasan a llamarse Pastora de los Llanos.
En la Temporada 2007-08, Pastora de los Llanos se muda y pasa a la Isla de Margarita; con esta mudanza cambian de nuevo de nombre y se llaman Bravos de Margarita.
| Años 1990                         | Años 1990                         | Años 1990                         | Años 1990                         | Años 1990                        | Años 1990                        | Años 1990                        | Años 1990                         | Años 1990                         | Años 2000                         | Años 2000                         | Años 2000                         | Años 2000                         | Años 2000                         | Años 2000                         | Años 2000                         | Años 2000                           | Años 2000                           | Años 2000                           | Años 2010                           | Años 2010                           | Años 2010                           | Años 2010                           | Años 2010                           | Años 2010                           | Años 2010                           | Años 2010                           | Años 2010 | Años 2010 |
| --------------------------------- | --------------------------------- | --------------------------------- | --------------------------------- | -------------------------------- | -------------------------------- | -------------------------------- | --------------------------------- | --------------------------------- | --------------------------------- | --------------------------------- | --------------------------------- | --------------------------------- | --------------------------------- | --------------------------------- | --------------------------------- | ----------------------------------- | ----------------------------------- | ----------------------------------- | ----------------------------------- | ----------------------------------- | ----------------------------------- | ----------------------------------- | ----------------------------------- | ----------------------------------- | ----------------------------------- | ----------------------------------- | --------- | --------- |
| 1                                 | 2                                 | 3                                 | 4                                 | 5                                | 6                                | 7                                | 8                                 | 9                                 | 0                                 | 1                                 | 2                                 | 3                                 | 4                                 | 5                                 | 6                                 | 7                                   | 8                                   | 9                                   | 0                                   | 1                                   | 2                                   | 3                                   | 4                                   | 5                                   | 6                                   | 7                                   | 8         | 9         |
| Petroleros de Cabimas (1991-1994) | Petroleros de Cabimas (1991-1994) | Petroleros de Cabimas (1991-1994) | Petroleros de Cabimas (1991-1994) | Pastora de Occidente (1995-1997) | Pastora de Occidente (1995-1997) | Pastora de Occidente (1995-1997) | Pastora de los Llanos (1998-2006) | Pastora de los Llanos (1998-2006) | Pastora de los Llanos (1998-2006) | Pastora de los Llanos (1998-2006) | Pastora de los Llanos (1998-2006) | Pastora de los Llanos (1998-2006) | Pastora de los Llanos (1998-2006) | Pastora de los Llanos (1998-2006) | Pastora de los Llanos (1998-2006) | Bravos de Margarita (2007-presente) | Bravos de Margarita (2007-presente) | Bravos de Margarita (2007-presente) | Bravos de Margarita (2007-presente) | Bravos de Margarita (2007-presente) | Bravos de Margarita (2007-presente) | Bravos de Margarita (2007-presente) | Bravos de Margarita (2007-presente) | Bravos de Margarita (2007-presente) | Bravos de Margarita (2007-presente) | Bravos de Margarita (2007-presente) |           |           |

## Estadio
El Estadio Víctor Davalillo de la ciudad de Cabimas fue inaugurado el año 1953, con un diseño de arquitectura avanzada para su época. Su nombre original fue Estadio Municipal de Cabimas. En 1987 se realizan una serie de modificaciones en sus instalaciones, y pasa a llamarse Estadio Víctor Davalillo en honor al grandeliga cabimense homenajeado. Tiene una capacidad para 17 000 personas, y una capacidad de estacionamiento para 600 vehículos.
Las dimensiones del terreno son 335 pies por el lado del campo izquierdo, 360 pies por el campo central y 335 pies por el campo derecho.
Fue la sede de los Petroleros de Cabimas desde su comienzo hasta la Temporada 1994-95.

### Juego de las Estrellas 1993-94
En el estadio Víctor Davalillo se realiza, en la Temporada 1993-1994, el Juego de las Estrellas de la LVBP; dicho juego terminó con victoria para lo Criollos, 4 a 0, sobre los Importados. El pitcher ganador fue Urbano Lugo (Caracas), el derrotado Heath Haynes (Zulia).
Luis Raven (Magallanes) sería el Ganador del Festival de Cuadrangulares con tres (3).
La competición de velocidad sería ganada por Rouglas Odor, Jeff Cárter (Cabimas), Roger Cedeño (Caracas) y William Cañate (Lara), ante el Equipo de Atletismo del Estado Zulia.

### Temporada 1999-00: La Batalla de las Cerveceras
Durante la Temporada 1998-1999 el Estadio Víctor Davalillo fue sede temporal de las Águilas del Zulia, durante una disputa entre las franquicias de cerveza que patrocinaban al equipo y la que patrocinaba a la LVBP, (Regional y Polar).

### Temporada 2011-12: Reaparición del Béisbol Profesional en Cabimas
En la Temporada 2011-2012, el Béisbol Profesional regresa al Estadio Víctor Davalillo con juegos de pretemporada de las Águilas del Zulia; para ello hubo una alianza entre la Alcaldía de Cabimas y la Universidad del Zulia (LUZ) para la recuperación del Estadio: se mejoraron el engramado, los baños y los acolchados, entre otras áreas, para el regresó del béisbol profesional a Cabimas.

## Mánager
| Nacionalidad              | Mánager            | Equipo                                                |
| ------------------------- | ------------------ | ----------------------------------------------------- |
| Bandera de Cuba           | José Martínez      | Petroleros de Cabimas                                 |
| Bandera de Venezuela      | Luis Aparicio      | Petroleros de Cabimas                                 |
| Bandera de Estados Unidos | Duffy Dyer         | Petroleros de Cabimas                                 |
| Bandera de Estados Unidos | Ralph Treuel       | Petroleros de Cabimas                                 |
| Bandera de Estados Unidos | Bob Humprey        | Petroleros de Cabimas                                 |
| Bandera de Venezuela      | Domingo Carrasquel | Petroleros/Pastora de Occidente/Pastora de los Llanos |